# اندیس دولومیت کوه کوره کاچ
دولومیت کوه کوره کاچ یک اندیس غیرفلزی است که در حوالی شهر هفت گل استان چهارمحال و بختیاری قرار دارد و مادهٔ معدنی موجود در آن، دولومیت است.سنگ میزبان این اندیس دولومیت است و دیرینگی آن به دوران ائوسن می‌رسد. 